# Pioneros mormones

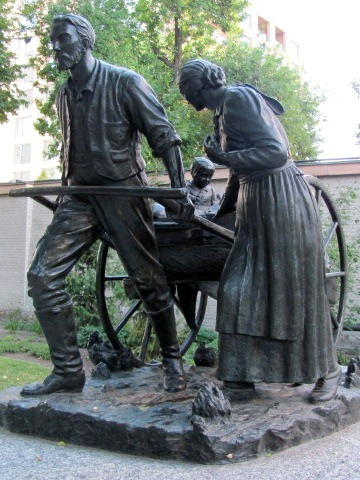
Una estatua conmemorando a los pioneros mormones.

Los pioneros mormones fueron un grupo de conversos de la Iglesia de Jesucristo de los Santos de los Últimos Días, parte del movimiento de los Santos de los Últimos Días, que emigraron a través de los Estados Unidos desde el Medio Oeste hasta el territorio de Utah, en lo que es hoy el Estado de Utah. El viaje, que realizaron unas setenta mil personas, se inició en febrero de 1846[cita requerida] y concluyó con la terminación de la primera línea de ferrocarril transcontinental en 1869.

## Antecedentes a la migración
La Iglesia de Jesucristo de los Santos de los Últimos Días fue fundada en abril de 1830 por Joseph Smith y un pequeño grupo de seguidores, inaugurando entre el cristianismo del este de los Estados Unidos, elementos teológicos nuevos, con tendencias restauracionistas. El constante proselitismo de su nueva fe, su inclinación hacia la unidad social y política y sus creencias religiosas poco ortodoxas hicieron que fueran perseguidos con frecuencia por sus vecinos. Con el tiempo, las diferencias religiosas, sociales y políticas entre la nueva grey y sus vecinos se trocaron en enfrentamientos, muchas veces sangrientos. En el término de quince años, fueron expulsados de cuatro estados antes de que decidieran su migración pionera al Valle de Lago Salado.

### Persecución

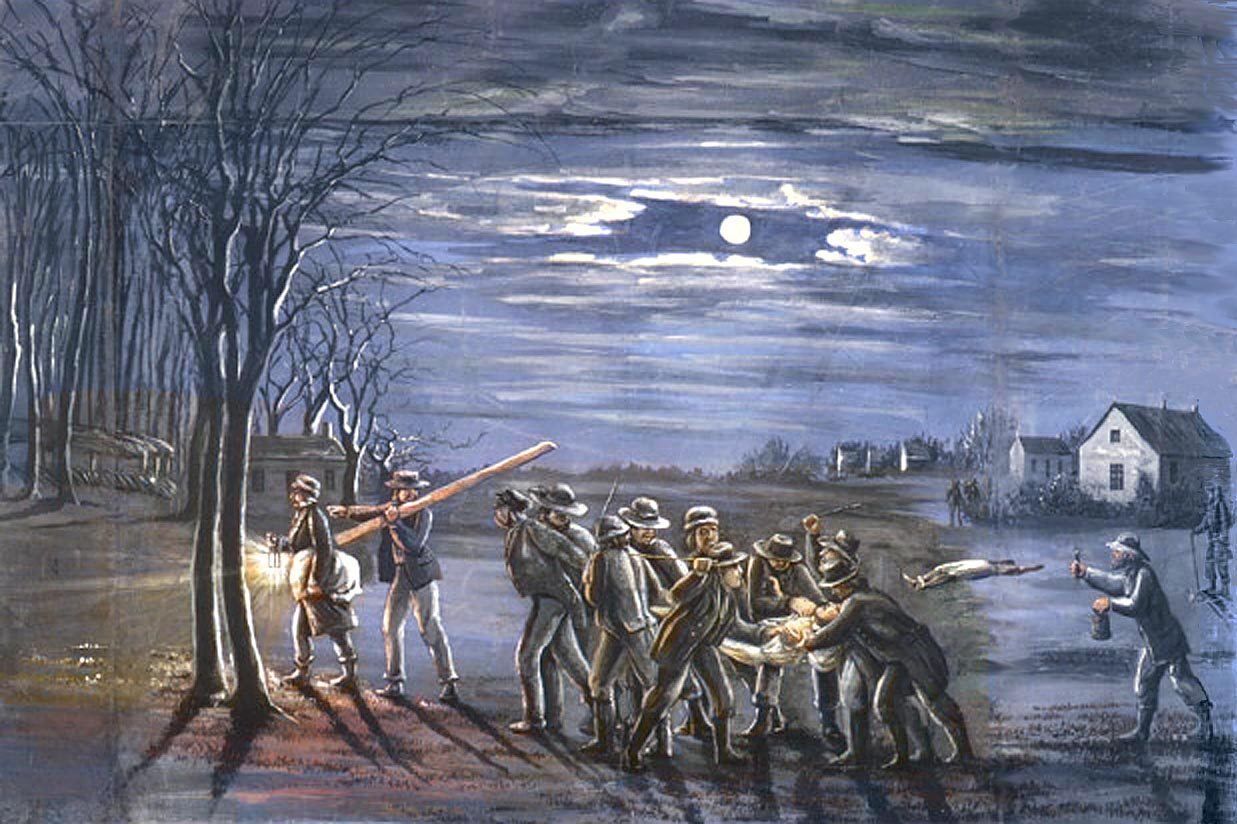
Ataque en contra de Joseph Smith, fundador del movimiento de los Santos de los Últimos Días, Kirtland, Ohio.

Algunas de las creencias, manifestaciones y costumbres de los miembros de la recién fundada iglesia no fueron bien recibidas por otras congregaciones cristianas. Así, el agregado de nuevas y diferentes escrituras como el Libro de Mormón, la manifestación de que Joseph Smith tuvo conversaciones con Dios, Jesucristo y otros personajes celestiales, su forma de gobierno teocrática y la controvertida práctica de la poligamia fueron una combinación de factores que provocaron tensiones que, con el tiempo, desembocaron en episodios de violencia y en la persecución de los nuevos líderes religiosos. Las persecuciones y los actos de violencia no fueron exclusivos de los que no pertenecían a la iglesia. En una oportunidad, en Kirtland (Ohio), Joseph Smith fue cubierto con una combinación de brea y plumas por una turba entre la que se encontraban individuos que habían desertado de la iglesia. Esta persecución, entre otras razones, causó que el cuerpo de la Iglesia se marchara de un lugar a otro: Ohio, Misuri, y luego Illinois, donde los miembros de la iglesia construyeron la ciudad de Nauvoo. El gobernador de Misuri, Lilburn Boggs, emitió poco después una orden de exterminación contra todo mormón que viviera en el estado. El descontento con la percibida teocracia también tomó raíces dentro de la iglesia, con grupos de hombres separados de la iglesia organizando y liderando rebeliones y formalizando acusaciones legales en contra de los mormones en Nauvoo y su alcalde, Joseph Smith. En 1844, mientras anunciaba formalmente su candidatura a la presidencia de los Estados Unidos, Joseph Smith fue encarcelado, acusado de haber dirigido la destrucción de una imprenta opositora. La destrucción de la imprenta, fundada por el excomulgado apóstol mormón William Law, fue una oportunidad aprovechada por críticos como Thomas Sharp, quien pretendía abiertamente la ruina de la iglesia. La creación de una milicia privada en Nauvoo perturbó aún más el sosiego de otras ciudades del condado, como Warsaw y Carthage, que temían la propagación de la teocracia de Nauvoo. La crisis de sucesión del movimiento de los Santos de los Últimos Días ocurrió después de la muerte violenta de su fundador, Joseph Smith y su hermano Hyrum en la cárcel de Carthage, el 27 de junio de 1844. La iglesia, con sede aún en Nauvoo, continuó bajo la dirección del Quorum de los Doce Apóstoles, sin que hubiese sido nombrado, durante casi dos años, el sucesor de su primer profeta. Finalmente, en 1846, la mayor parte de la iglesia apoyó a Brigham Young, de cuarenta y cinco años de edad, como el nuevo presidente, mientras que otros miembros siguieron a Sidney Rigdon o a Joseph Smith III (el hijo del fundador del movimiento). A su vez, algunos otros, como Emma Smith (esposa de Joseph Smith) permanecieron en Nauvoo y sus regiones vecinas. Algunos fieles fuera de Nauvoo, encontraron discrepancias en la autoridad de los doce y siguieron a James J. Strang, quien se habría proclamado profeta y sucesor legal de Joseph Smith.

### Winter Quarters
La tensión religiosa continuó incrementándose en Nauvoo hasta desembocar en lo que en ocasiones se ha llamado la guerra mormona de Illinois. Avalados con un revocatorio del poder legislativo del estado, se organizaron varios grupos civiles y, ocasionalmente, militares, para expulsar a los mormones de ese estado. Brigham Young logró negociar una tregua que permitiría a los santos de Nauvoo prepararse con tiempo para abandonar la ciudad, la cual había alcanzado, para 1845, una población de 22 559 habitantes. La mayoría de los miembros de la iglesia siguieron a Brigham Young y a nueve de los doce apóstoles, estableciendo una estación transitoria en Winter Quarters, Nebraska, en el invierno de 1846. En ese lugar se hicieron los preparativos para el éxodo de los pioneros, con el propósito de establecer, fuera de los Estados Unidos, un estado libre asociado, independiente del sistema federal y donde pudieran practicar su religión sin el acoso de los gentiles, es decir, de aquellos que no pertenecían a su iglesia. Young imaginaba la creación de un Estado nuevo al que llamaba «Deseret». Poco queda hoy en día de Winter Quarters, lugar donde los pioneros se asentaron desde 1846-1848 y donde la transición física y eclesiástica de la iglesia se hizo legal y pública.

### Motivación teológica
Según la creencia de la Iglesia de Jesucristo de los Santos de los Últimos Días, Dios dirigió a Brigham Young, sucesor de Joseph Smith como presidente de la iglesia, a reunir a todos los miembros para emigrar hacia el oeste, más allá de la frontera occidental de los Estados Unidos, hacia lo que en ese entonces era territorio de México país que solo aceptaba la emigración de católicos. En lo que se considera la revelación divina que dirigió al éxodo, se comienza diciendo que las instrucciones constituían «la palabra y la voluntad del Señor en cuanto al Campamento de Israel» y llegó a ser para los pioneros, la constitución que gobernó la jornada. Durante el invierno de 1846-47, los líderes Santos de los Últimos Días en Winter Quarters, en otras partes de Nebraska, y en Iowa, planearon la migración de la mayor parte de los miembros de su iglesia, sus pertenencias y ganado. Esta enorme tarea resultó ser un desafío significativo para la capacidad de liderazgo mormón, así como para la red administrativa existente en la recientemente reestructurada iglesia.
Brigham Young personalmente recopiló toda la información disponible sobre el Gran Valle de Lago Salado y la Gran Cuenca norteamericana, consultando a montaraces y a tramperos que frecuentaban Winter Quarters, y celebrando reuniones con el reverendo Pierre-Jean De Smet, un misionero jesuita familiarizado con el área de la Gran Cuenca. Brigham Young y su grupo de fieles no eran los únicos en trasladarse hacia el norte de México y el oeste estadounidense. Hacía 1845, cerca de cinco mil personas se habían establecido en Oregón, mientras que muchas otras lo harían en Texas y California. El cauteloso Brigham Young insistía en que los mormones poblasen lugares que nadie más quisiera y que les proporcionaran suficiente aislamiento para poder practicar su religión libremente: pensó que el Valle del Gran Lago Salado cumplía con este requisito y que además tendría otras muchas ventajas para los Santos. Por su papel en esta migración y por analogía con el Antiguo Testamento, se ha llamado a veces a Brigham Young el "Moisés estadounidense".

## La Compañía de vanguardia durante la guerra de 1847
Habiendo establecido una percepción favorable del territorio mexicano de Nuevo México y aprobándose el éxodo, Young organizó una compañía de vanguardia de emigrantes para abrir el camino hacia el territorio mexicano ocupando hasta las Montañas Rocosas, recoger información sobre las condiciones del camino, incluyendo fuentes de agua y tribus de amerindios, y seleccionar, en última instancia, el punto central en la Gran Cuenca en el que establecerían su refugio. El objetivo principal era arribar a un punto de división entre los territorios estadounidenses de Oregón y mexicano de California aproximadamente en el paralelo 42, donde se marca una división climática favorable: demasiado frío hacia el norte y muy desértico hacia el sur.
La compañía migratoria inicial seleccionaría y abriría un camino principal, con la expectativa de que los subsecuentes emigrantes posteriores la mantuviesen y mejoraran. Se esperaba que el grupo pudiera, donde fuese posible, establecer vados y transbordadores, así como sembrar y cultivar con incluso, las técnicas de irrigación que se requirieran. A finales de febrero, se hicieron los planes para recolectar los botes portátiles, los mapas, los instrumentos científicos, los instrumentos de granja y las semillas. Una ruta nueva en la orilla norte del río Platte, un afluente del río Misuri, fue elegida para evitar interferir con los viajeros que habían establecido el popular Oregon Trail en la orilla sur del mismo río. Dadas las necesidades de un grupo de personas tan numeroso como el que se preparaba para viajar hacia el oeste, los líderes de la iglesia SUD, decidieron evitar conflictos potenciales sobre los derechos de pastoreo, el acceso al agua o los sitios para acampar establecidos por los primeros exploradores.

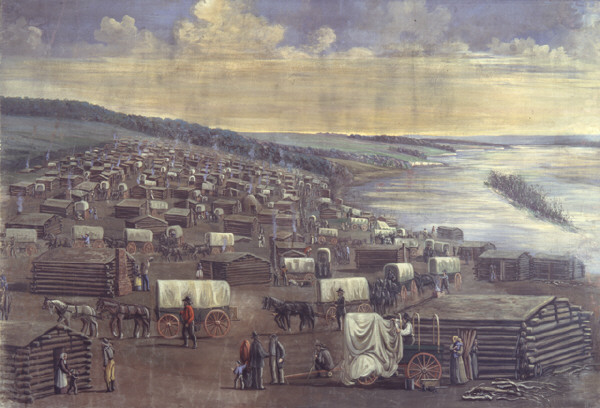
Winter Quarters, lugar de partida de los primeros pioneros mormones.

En abril de 1847, Young consultó con miembros del Quorum de los Doce Apóstoles quienes habían vuelto recientemente de una misión británica. John Taylor, Parley P. Pratt y Orson Hyde trajeron dinero donado por los Santos de los Últimos Días británicos, un mapa basado en una reciente expedición de John C. Frémont al oeste, e instrumentos para calcular la latitud, altitud, temperatura y presión barométrica. Elegidos los miembros del grupo de vanguardia, las últimas provisiones fueron embaladas y el grupo se organizó en compañías militares.
El grupo lo conformaron 143 hombres, incluyendo tres esclavos negros y ocho miembros del Quorum de los doce Apóstoles, tres mujeres, y dos niños. La compañía contuvo 73 carromatos, un cañón, 93 caballos, 52 mulas, 66 bueyes, 19 vacas, 17 perros y algunos pollos, llevando suficientes provisiones, completamente a la disposición del grupo para que durara un año. Young dividió este grupo en 14 compañías, cada una con un capitán designado. Aprensivo por la posibilidad de un ataque por parte de nativos americanos y las fuerzas mexicanas acantonadas en Santa Fe, se formó una milicia y guardias nocturnas bajo la dirección de Stephen Markham, además del Batallón Mormón que participaría de la Invasión estadounidense a México y que participó en la toma de Santa Fe y el sur de California.

### La travesía
El 15 de abril de 1847, a las 2 de la tarde, el grupo de carromatos comenzó su emigración al territorio mexicano desde Winter Quarters hacia la Gran Cuenca. Al comenzar la tarde, recorrieron cinco kilómetros y acamparon en una fila a poca distancia de un aglomerado de madera. Algunos registros en diarios demuestran que Young era quien activamente organizaba y coordinaba la emigración, supervisando los detalles y ocasionalmente reprendiendo, por ejemplo, cuando las recreaciones del atardecer o de los domingos se volvían desenfrenadas o cuando algún miembro del grupo fallaba en sus faenas. En una ocasión Young amonestó a los cazadores del campamento por «desperdiciar la carne... matando más de lo que se necesitaba». El campamento se levantaba a las 5 de la mañana al son de un clarín y se esperaba que estuviesen listos para el viaje a las 7 de la mañana. El viaje y sus faenas diarias debían terminar a las 20:30 y el campamento se debía acostar a las 21:00. Viajaban seis días a la semana, generalmente descansando el domingo para observar el día de reposo.

En las llanuras, después de un día de marcha, se ponían los carromatos en círculo, un hombre con un violín tomaba su lugar cerca de la fogata y allí mismo, en la pradera, los tenaces pioneros, después de ofrecer una oración, se tomaban de la mano y se ponían a bailar y a disfrutar de un entretenimiento que fomentaba el espíritu del Evangelio.
David O. McKay

### Asignaciones
Algunos miembros de la compañía tenían asignaciones específicas durante el viaje. Por ejemplo, a William Clayton se lo designó escriba de la compañía y se esperaba que redactara una descripción precisa del día de viaje y la distancia recorrida a diario. Después de tres semanas Clayton se cansó de contar las revoluciones de la rueda de una carroza y calcular de ese modo la distancia diaria al multiplicar el conteo por la circunferencia de la rueda. Al consultar con Orson Pratt, matemático competente, diseñó un mecanismo que consistía en una rueda dentada de madera unida al cubo de la rueda de la carreta, el cual 'contaba' o registraba por su posición, las revoluciones de la rueda. El diseño de Clayton, que él llamó «roadometer» (caminómetro), es la base de la mayoría de los odómetros modernos. El aparato lo construyó el carpintero de la compañía Appleton Milo Harmon, por medio de las especificaciones de Clayton y Pratt, y se usó por primera vez la mañana del 12 de mayo de 1847. Este caminómetro mostraba un recorrido promedio entre 22 y 32 km diarios. Orson Pratt, uno de los apóstoles de la Iglesia en la época, fue nombrado como observador científico de la compañía. Hizo lecturas regulares por medio de instrumentos científicos, tomó notas sobre las formaciones geológicas y los recursos minerales y describió plantas y animales. Los diarios que llevaban Clayton y Pratt han sido recursos valiosos para los historiadores de la migración mormona al oeste. Otros miembros tenían faenas laborales, como espantar las manadas de decenas de miles de búfalos del camino para permitir el paso de las compañías.
Las mujeres de la compañía también realizaron tareas vitales a lo largo del camino. Si bien pasaban mucho tiempo en actividades tradicionales tales como cocinar, coser y atender a niños, varias mujeres sirvieron como escribas y redactaron diarios con lujo de detalles. Harriet Page Young, esposa de Lorenzo Young, fue la primera mujer seleccionada para viajar con la compañía. Ella estaba enferma y Lorenzo temía dejarla atrás con sus hijos. Las otras mujeres iniciales de la compañía, Ellen Sanders Kimball, esposa de Heber C. Kimball, y Clarissa Decker Young, esposa de Brigham Young, fueron invitadas a acompañar al grupo para ocuparse de Harriet Young y acompañarla. Las tres mujeres recibieron luego la compañía de un grupo de mujeres de la iglesia provenientes de Misisipi, quienes se unieron al grupo en Laramie, Wyoming.

### Fuertes Laramie y Bridger

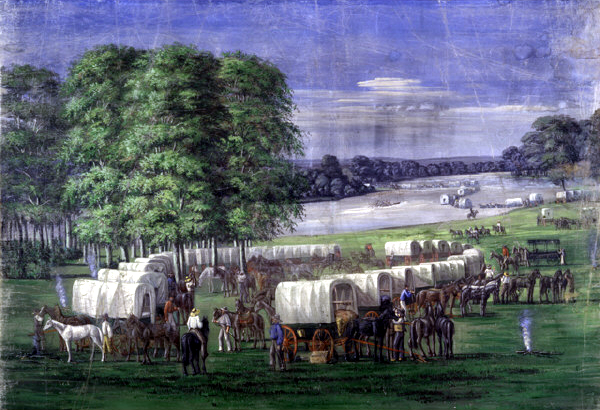
Pioneros cruzando las planicies de Nebraska.

El primer tramo del viaje, desde Winter Quarters hasta el Fuerte Laramie llevó a la compañía seis semanas, arribando al fuerte el 1.º de junio. La compañía se detuvo para hacer reparaciones y cambiar las herraduras a los caballos. En el Fuerte Laramie, se unieron al grupo de vanguardia miembros del Batallón Mormón, y a quienes se les había dado de baja por enfermedad fueron enviados a pasar el invierno a Pueblo (Colorado). También en el grupo se encontraban fieles provenientes de Misisipi, quienes habían tomado una ruta más hacia el sur en dirección a la Gran Cuenca. En este punto, la crecida compañía abordó el ya establecido «Oregon Trail» en dirección al puesto comercial de Fuerte Bridger, en Wyoming. En un punto de difícil cruce del río Platte, justo antes de llegar al río Sweetwater, la compañía hizo uso de su barco portátil con el que lograron cruzar con relativa facilidad. Los locales de Misuri a orillas del río, cobraban a los Santos 1,50$ o más por carro para ayudarles a cruzar el río. Viendo la oportunidad de ayudar a futuros viajeros, así como aumentar el dinero disponible para la migración, nueve hombres bajo la dirección de Thomas Grover, fueron asignados a construir y operar un ferry en esa localidad.
Durante la última semana de junio, Sam Brannan, líder del barco de mormones emigrantes Brooklyn, se encontró con la compañía de vanguardia cerca del pueblo de Green River. Brannan reportó a Young sobre el exitoso viaje de su grupo y la toma por las armas del pueblo mexicano de San Francisco (California). Urgió a Young por que la emigración de vanguardia continuara hasta California que estaba siendo tomada por las fuerzas navales de los Estados Unidos, pero no logró que cambiara de parecer el líder mormón acerca de la Gran Cuenca. Brigham Young también se reunió con el montañés Jim Bridger el 28 de junio. Discutieron sobre posibles rutas hacia el Valle de Lago Salado, y lo realista que sería establecer colonias viables en los valles montañosos de la Gran Cuenca. Bridger, entusiasta sobre la colonización cercana al lago Utah, reportó la presencia de buena pesca, fruta salvaje, madera y buena siembra. Le dijo a Young que los indígenas mexicanos conseguían buenas cosechas, incluyendo maíz y calabazas, pero el siempre presente desafío del área eran las heladas. La compañía continuó su ruta por el llamado Paso del Sur (South Pass), descendieron el río Green en balsas hasta llegar al Fuerte Bridger el 7 de julio. Al mismo tiempo, se unieron a ellos otros trece miembros del destacamento de enfermos del Batallón Mormón.

### Las montañas Rocosas
La compañía de vanguardia se enfrentaba ahora a un trayecto más exigente y peligroso. Su nueva preocupación era franquear los pasos de las montañas Rocosas. Los consejos que habían recibido eran contradictorios, pero Young escogió seguir el camino a California usado por los emigrantes de la Fiebre del oro del Grupo Donner el año previo. Poco después de dejar el Fuerte Bridger, el grupo se encontró con el trampero Miles Goodyear, dueño de un puesto comercial fronterizo en la desembocadura del río Weber. Presentaba buen ánimo en relación con el potencial agrícola del amplio Valle Weber.
Durante su viaje a través de las montañas, la compañía de vanguardia se dividió en tres secciones. Desde que cruzaron el río Green, varios de los miembros del grupo sufrían fiebres, generalmente conocida como fiebre de montaña, probablemente inducida por una garrapata. El mismo Brigham Young cayó enfermo poco después de su reunión con Goodyear. Este pequeño grupo compuesto por enfermos quedó rezagado detrás de una compañía más grande, y se creó una tercera división de reconocimiento para adelantarse por las montañas por la ruta elegida.

### El Valle de Lago Salado

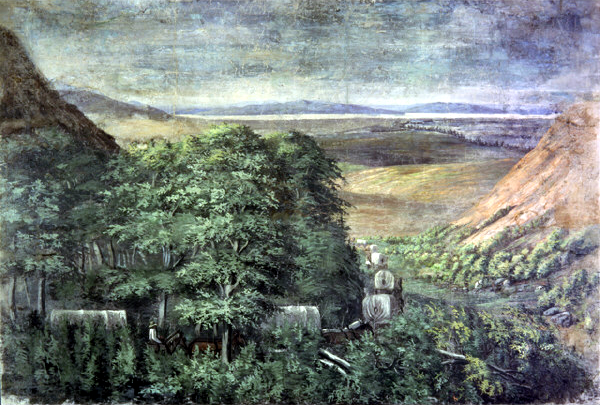
Entrando en el valle del Gran Lago Salado.

El 21 de julio de 1847, la primera compañía llegó al Valle de Lago Salado, siendo los exploradores Erastus Snow y Orson Pratt  los primeros en pisar el valle. Pratt escribió: «No pudimos refrenarnos de gritar con gozo, lo cual casi involuntariamente escapa de nuestros labios, el momento en que esta grandiosa y encantadora escena llegó a nuestra vista». Los dos exploradores realizaron un circuito de reconocimiento de unos 19 km en el valle antes de volver al grupo más grande, que iba por detrás. El día siguiente, las áreas más amplias del valle fueron exploradas, reconocidos los arroyos y aguas termales y se estableció el primer campamento en el Valle de Lago Salado. El 23 de julio, Orson Pratt ofreció una oración dedicando la tierra al Señor. La tierra virgen fue cavada, se hicieron canales de irrigación y se sembraron los primeros campos con patatas y nabos.
El 24 de julio Young vio por primera vez el valle de una carreta de enfermos, dirigida por su amigo Wilford Woodruff. De acuerdo a Woodruff, Young expresó su satisfacción de la apariencia del valle y declaró, «Éste es el lugar correcto, prosigan». Hoy día, un monumento está erigido en el lugar donde se hizo esta declaración. Young luego reportó que había visto con antemano el valle, incluyendo el Pico Ensign, en una visión y reconoció el lugar.
El 28 de julio, un miércoles, Young estableció el lugar para el futuro Templo de Salt Lake City y presentó un plan de la ciudad a un grupo mayor para su aprobación. En agosto de 1847, Young y otros miembros selectos de la compañía de vanguardia regresaron a Winter Quarters. Para diciembre de 1847, más de dos mil mormones habían emigrado al territorio mexicano, mismo que quedaría en poder de los Estados Unidos por el Tratado de Guadalupe Hidalgo en febrero del año siguiente, con lo que consolidarían la posesión de mismo, aunque debieron pactar con el gobierno estadounidense. Varios cientos de ellos, incluyendo Brigham Young, regresaron al este para congregar y organizar nuevas migraciones programadas para los años siguientes. Cada año durante las subsecuentes migraciones mormonas, se continuaron organizando a las personas en «compañías», cada una llevando el nombre de su líder. La compañía se dividía a su vez en grupos de diez y de cincuenta con autoridad y responsabilidades delegadas para el viaje.

## Condiciones del viaje
Los pioneros viajaron desde el Valle de Lago Salado hasta la Gran Cuenca usando carromatos, carretas de mano y, en algunos casos, cargando personalmente con sus pertenencias. Los carromatos cubiertos y tirados por bueyes eran frecuentes, en particular en compañías con mejores recursos. Aunque existen evidencias de ocasionales desvíos y atajos, su viaje a lo largo de las riberas del río Platte y a través del río Sweetwater llegó a ser conocido como el trayecto mormón, del inglés, Mormon Trail.

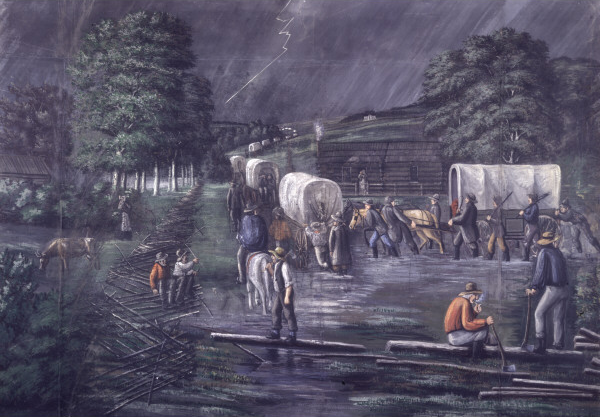
Carromatos halados por bueyes cruzando un río.

Los recursos financieros de los miembros de la Iglesia variaban, muchas de las familias habían sufrido por las pérdidas de tierras y posesiones personales en Misuri e Illinois. Esto impactó sobre los recursos y provisiones a las que podía apelar cada familia a lo largo de las 1000 millas (2000 km) hasta llegar a la Gran Cuenca. Los fondos de la iglesia eran también limitados, pero los líderes lograron proveer de los recursos para asistir lo mejor posible a las familias y compañías en su tránsito pionero.
En octubre de 1845, mientras los Santos de los Últimos Días se preparaban para partir de Nauvoo, un periódico local, el Nauvoo Neighbor imprimió una exhaustiva lista de provisiones sugeridas para cada grupo familiar: dos o tres yugos de bueyes, dos vacas lecheras, otros animales de ganado, armas y municiones, siete kilos de hierro, poleas y cuerdas, equipo de pesca, para granjas y de cocina, así como maquinaría, y al menos 500 kg de harina y otros alimentos surtidos. Algunos pioneros sobreestimaron la cantidad de bienes que tenían capacidad de cargar en la jornada. A medida que los bueyes se debilitaban por el exceso de peso, los carromatos debían ser aligeradas descartando posesiones preciadas, incluyendo colecciones literarias, utensilios familiares y muebles. En 1847, justo al este de las Montañas Rocosas, la familia Kimball, por ejemplo, cavó un gran hoyo, envolvieron su piano y pieles de búfalo y con cuidado, los enterraron. Un equipo de bueyes extrajo el instrumento la siguiente primavera y lo transportó al Valle de Lago Salado.
Varias compañías más numerosas estaban constituidas mayormente por personas de menos recursos, quienes tiraron o empujaron sus propias carretas que contenían todas las posesiones personales que podían cargar. Muchos de estos pioneros caminaron la mayoría del trayecto mientras que su familia viajaba sobre los carromatos, desde Iowa, una distancia de 2090 kilómetros (1300 mi).
Debido al clima en esa región, la mejor época para viajar era entre abril y septiembre. Sin embargo algunas compañías empezaron tarde su recorrido, lo que les causó dificultades y, en algunos casos, desastres. La más famosa era la compañía de carros de mano de Willie y Martin. Partiendo de Iowa en julio de 1856, llegaron a Utah en noviembre, sufriendo muchas bajas debido al riguroso clima invernal y a la falta de provisiones adecuadas. Unas 200 personas de las compañías de Willie y Martin murieron en medio de inesperadas tormentas de nieve, antes de ser socorridos por un grupo de rescate dirigido por Brigham Young.

## El barcoBrooklyn

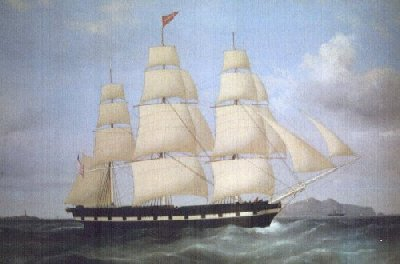
El Brooklyn, partió en febrero de 1846 y llegó a San Francisco en julio.

En noviembre de 1845, se le pidió a Samuel Brannan, periodista y pequeño publicitario del periódico mormón, The Prophet, (cambiado luego a The New York Messenger -Mensajero de Nueva York), a fletar un barco que llevara emigrantes desde los Estados Unidos al territorio mexicano de California. En sólo dos meses, Brannan se las arregló para reunir 70 hombres, 68 mujeres y 100 niños —238 personas en total—. Brannan negoció el pasaje de 75 dólares por adulto y la mitad de esa suma para los niños, con el capitán Abel W. Richardson, patrón y principal propietario del barco Brooklyn.
El 4 de febrero de 1846, el mismo día que empezó la emigración desde Nauvoo, el barco Brooklyn zarpó del puerto de Nueva York y comenzó su viaje de casi seis meses rumbo a la costa del Pacífico del entonces Territorio Mexicano de California. La nave tenía un arqueo de 445 toneladas, medía 38 m de eslora, 8.5 m de puntal y 4.25 m de manga (125' x 28' x 14') y había sido construida en 1834 por Joseph H. Russell de Newcastle, Maine.
El viaje llegó a ser la travesía con más distancia cubierta por una compañía emigrante mormona. El barco se hizo a la mar desde el puerto de Brooklyn, Nueva York y viajó al sur por el Atlántico, cruzó el Ecuador y bordeó Sudamérica hasta el Cabo de Hornos; desde allí trazó su singladura hacia el Pacífico y se detuvo en el archipiélago Juan Fernández. Siguió hacia el noroeste hasta Hawái desde donde se dirigió al este, finalmente atracó en el muelle de Yerba Buena (ocupado por la armada estadounidense el 9 de julio), actual San Francisco el 29 de julio de 1846; apenas dos meses después de declararse la guerra entre México y los Estados Unidos. El viaje había durado cinco meses y veinte y siete días, en un recorrido de casi treinta y nueve mil kilómetros, cobrándose las vidas de diez de las 238 personas que había a bordo de la nave, nueve de las cuales fueron sepultadas en alta mar. Además, dos niños nacieron durante este éxodo marítimo.
Augusta Joyce Crocheron, pasajera del  Brooklyn, describió así la jornada:

"En lo que respecta a los placeres del viaje, nos encontramos con decepción, pues en una ocasión, el sereno nos dejó parados por falta de viento en los trópicos, y en otra oportunidad estuvimos debajo, escotillados por razón de una terrorífica tormenta. Las mujeres y los niños tuvieron que ser amarrados a sus camarotes durante la noche, pues de ninguna otra forma podían permanecer en ellos. El mobiliario rodaba de un lado al otro haciendo peligrar extremidades y vidas. Las olas barrían la cubierta y hasta alcanzaron los camarotes... Los llantos de los niños en la oscuridad, las voces de sus madres calmando o reprimiendo, las de los hombres alzadas por sobre las otras voces, todas mezcladas con los angustiados gemidos de los enfermos implorando socorro y, sobre todo, el rugido del viento y el aullido de la tempestad, hicieron una escena y sentimientos indescriptibles".

Los pasajeros del Brooklyn partieron con la esperanza de hallar libertad de culto. Sin embargo, al llegar a San Francisco, se les informó que estaban en territorio mexicano pronto a convertirse en dominio de los Estados Unidos de América, a pesar de la tensión que les causaba ser emigrantes en un país católico, la tripulación y los pasajeros "se sentían más animados y seguros". El historiador mormón B. H. Roberts notó en su obra A Comprehensive History of The Church of Jesus Christ of Latter-day Saints:

"Con el anuncio del oficial de la naval de los Estados Unidos, que abordó el Brooklyn cuando éste estaba anclando, de que los emigrantes se encontraban en los Estados Unidos Mexicanos y que prontamente serían de los Estados Unidos, tres sinceras ovaciones fueron expresadas como respuesta. El oficial era el Capitán Montgomery, de la balandra de guerra de los Estados Unidos Portsmouth, quien estaba al comando de Yerba Buena y del territorio circunvecino. Tres semanas antes del arribo de los santos, la bandera de los Estados Unidos se había izado indicando que se había tomado control del territorio en nombre del gobierno que la bandera representaba".

## Migración subsecuente
Después de la partida de los Santos de los Últimos Días de Illinois y Misuri, los conversos de otras áreas de los Estados Unidos y Europa siguieron el trayecto inicial para unirse al cuerpo de la iglesia en Salt Lake City. Cada año desde 1847 hasta 1869, miembros de la iglesia que hacían el viaje, lo hacían en grupos organizados en compañías. La migración continuó hasta 1890, pero aquellos que llegaron al valle del Lago Salado en el recién creado ferrocarril de la primera línea transcontinental estadounidense (1869), por lo general, no son considerados parte de los «pioneros mormones».

## Colonización del desierto
Al llegar al Valle del Lago Salado, los pioneros mormones tuvieron que hacerse un lugar para vivir. Crearon sistemas de irrigación, asentaron granjas, molinos hidráulicos, curtidoras, construyeron casas, iglesias y escuelas y establecieron nuevas industrias de algodón, lana, remolachas azucareras, etc. El acceso al agua fue un elemento crucial en la colonización del área. Casi de inmediato, al llegar al valle, Brigham Young envió partidas de exploradores para identificar y reclamar sitios adicionales con el fin de establecer nuevas comunidades. Aunque resultó difícil encontrar lugares con grandes extensiones de tierra en la Gran Cuenca, con fuentes fiables de agua y donde las estaciones agrícolas duraran lo suficiente para sembrar cultivos suficientes para subsistir, se comenzó a fundar comunidades satélites en todas direcciones. Para construir nuevas poblaciones, Young envió misioneros por todos los Estados Unidos, Canadá y Europa, exhortando a los conversos a migrar a Utah y a territorios vecinos. A la larga, los miembros Santos de los Últimos Días se dirigieron hacia el sur, en lo que es ahora Arizona y Nuevo México, al oeste hasta California, al norte en Idaho y Canadá y al este a Wyoming, asentando muchas comunidades de importancia en estas áreas.
Poco después de que la primera compañía llegara al valle del Lago Salado en 1847, se estableció la comunidad de Bountiful (Utah), un tanto al norte. En 1848, los colonos compraron tierras aún más al norte, en lo que ahora es Ogden (Utah). En 1849 se fundaron comunidades en el Condado de Utah, incluyendo Provo (Utah). También en ese año, por invitación del jefe Wakara, de la tribu de Utes, los pioneros entraron al Valle de Sanpete, en el centro del actual Estado de Utah, donde se estableció el pueblo de Manti. Fillmore, lugar que se había planeado para ocupar la capital del nuevo territorio, se estableció en 1851. En 1855, los esfuerzos misionales dirigidos a las culturas nativas locales trajeron como consecuencia la creación de puestos fronterizos, en Idaho, Las Vegas, Nevada y Elk Mountain, al este de Utah, tales como el Fuerte Lemhi y Salmon River.

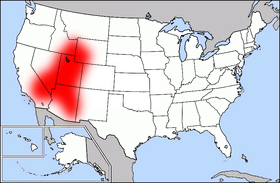

Las experiencias de algunos miembros del Batallón Mormón que volvían a sus casas fueron también claves en el establecimiento de estas nuevas comunidades. En su viaje hacia el oeste los soldados mormones identificaron ríos estables y valles fértiles en Colorado, Arizona y el sur de California. El árbol de Josué, exclusivo del desierto de Mojave, en el sur de California fue nombrado por pioneros mormones a quienes, al verlo por primera vez, les recordó al personaje bíblico en actitud de estar elevando sus brazos al cielo. A medida que los hombres dados de baja en California retornaban a sus hogares en el Valle del Lago Salado, lo hacían a través del sur de Nevada y Utah. En esa ruta descubrieron el cañón donde se encuentra el presente el Parque nacional Zion, nombrado por la apariencia de las montañas de templos. Jefferson Hunt, un oficial del Batallón Mormón, se dedicó activamente a la búsqueda de sitios para colonizar, que tuvieran abundancia de minerales y otros recursos naturales. Su reporte estimuló los esfuerzos de colonización del Condado de Iron cerca de la actual Cedar City. Estas exploraciones sureñas eventualmente llevaron a los pioneros a establecerse en St. George, San Bernardino (California) y en algunas comunidades en Nuevo México y al sur de Arizona. Para la muerte de Brigham Young en 1877, los pioneros mormones habrían establecido cerca de 400 colonias. Para 1885, las comunidades mormonas se habían establecido hasta el norte de México.
A pesar de los obstáculos presentados en el desierto de la Gran Cuenca, los pioneros lograron tener éxito en sus granjas, en particular por sus métodos innovadores de riego. Se presentaron también desafíos políticos serios en la colonización de Utah. La petición en 1849 de convertirse en un Estado de la Federación, fue negada por el gobierno estadounidense, organizando un territorio con Young como su primer gobernador. Luego en 1852, con nuevas leyes en el país norteamericano prohibiendo la poligamia, práctica que había comenzado entre algunos líderes Santos de los Últimos Días en Nauvoo, aumentaron las tensiones entre el gobierno del país y Brigham Young, algunos considerando que había establecido en el territorio una autocracia. La masacre de Mountain Meadows trajo como consecuencia el envío de milicias despachadas de parte del presidente James Buchanan y la asignación de un nuevo gobernador, Alfred Cummings, un no-mormón quien finalmente logró popularidad entre los santos. Con el tiempo, y sin derramar sangre, se logró la paz con los Estados Unidos y Utah fue ingresado como el Estado número 45, en enero de 1896, el último en ser admitido a la unión estadounidense en el siglo XIX. En el año 2000 el Estado contaba ya con una población que superaba los 2 millones de habitantes.